# Gill Swerts
Gill Swerts (fulde navn: Toby Gill Swerts Todor, født 23. september 1982 i Brasschaat) er en belgisk fodboldspiller, som pt. spiller for NAC Breda i Æresdivisionen. Swerts spiller som forsvarer.
Swerts gik igennem en flot udvikling i klubben Feyenoord, men allerede i 2001, skrev han kontrakt med satellit klubben Excelsior. Swerts spillede to sæsoner på Excelsior, hvor han spillede i alt 63 kampe og scorede 7 mål. I sæsonen 2003/2004 spillede han for første gang for Feyenoord. Da han ikke havde nogen sikkerhed for, at han ville komme til at spille regelmæssigt, forlod han i 2004 klubben til fordel for ADO Den Haag, hvor han spillede 33 kampe i forsvaret og lavede et mål.
Fra 2005 spillede Swerts i Vitesse, hvor han havde kontrakt frem til sommeren 2008. Her var Swerts så god, at Vitesses tilhængere stemte ham ind på tredjepladsen i valget af Årets Spiller i klubben i sæsonen 2005-2006.
Hans gode spil, og især hans store arbejdsmoral, faldt også i god jord hos den belgiske landstræner Rene Vandereycken og den 1. marts 2006 fik Gill Swerts sin debut for Belgiens fodboldlandshold.
I maj 2006 fik Swerts og hans kæreste en datter. Den 11. september 2006 blev han opereret i menisken i Rotterdam på grund af en skade, der forhindrede ham i at spille en del af sæsonen.
Swerts spillede i sæsonen 2007/2008 34 kampe for Vitesse, men i maj 2008 skiftede han på en fri transfer til den hollandske klub AZ.
Den 4. januar 2011 kom det ud, at Gill Swerts talte med Feyenoord om en tilbagevenden. Kontrakten blev underskrevet, og Swerts blev i klubben i halvanden sæson. Herefter blev kontrakten ikke fornyet. Den 1. juni 2012 ville han forlade Feyenoord. Den 19. september 2012 er det blevet meddelt, at Swerts har skrevet en 1-årig kontakt med den danske Superliga-klub SønderjyskE. I sommeren 2013 udløb kontrakten og parterne ønskede ikke at forlænge.